# Communauté de communes de l’Île de Noirmoutier
Die Communauté de communes de l’Île de Noirmoutier ist ein französischer Gemeindeverband mit der Rechtsform einer Communauté de communes im Département Vendée in der Region Pays de la Loire. Der Gemeindeverband wurde am 9. Februar 2004 gegründet und umfasst vier Gemeinden. Der Verwaltungssitz befindet sich im Ort Noirmoutier-en-l’Île.

## Mitgliedsgemeinden
| Gemeinde                                       | Einwohner 1. Januar 2022 | Fläche km² | Dichte Einw./km² | Code INSEE | Postleitzahl |
| ---------------------------------------------- | ------------------------ | ---------- | ---------------- | ---------- | ------------ |
| Barbâtre                                       | 1.790                    | 12,47      | 144              | 85011      | 85630        |
| L’Épine                                        | 1.643                    | 8,95       | 184              | 85083      | 85740        |
| La Guérinière                                  | 1.335                    | 7,82       | 171              | 85106      | 85680        |
| Noirmoutier-en-l’Île                           | 4.502                    | 19,59      | 230              | 85163      | 85330        |
| Communauté de communes de l’Île de Noirmoutier | 9.270                    | 48,83      | 190              | –          | –            |